# Pacific Grove (Kalifornija)
Pacific Grove je grad u američkoj saveznoj državi Kalifornija. Prema popisu stanovništva iz 2010. u njemu je živjelo 15.041 stanovnika.